# پی‌یر-لوک هینس
پیر-لوک هینس (انگلیسی: Pierre-Luc Hinse؛ زادهٔ ۷ سپتامبر ۱۹۸۷) یک بازیکن تنیس روی میز اهل کانادا است.
وی در مسابقات کشوری و بین‌المللی در مجموع برنده ۲ مدال طلا، ۲ مدال نقره، ۳ مدال برنز شده‌است.